# Manon Savary
Manon Savary est une metteuse en scène française.

## Biographie
Son père est Jérôme Savary et sa mère est Mona Heftre. Elle a une sœur aînée, Nina. Elle possède une maîtrise en information de l'université Sorbonne-Nouvelle. À la suite de l'obtention de son master théâtre, elle renoue plus profondément avec le monde du spectacle.
Elle apprend son métier de metteur en scène en étant assistante. Elle met en scène sa mère dans le spectacle Albertine Sarrazin. Elle a fondé une entreprise « d'événementiel » (elle a notamment réalisé un happening pour Aéroports de Paris, à l'occasion du Nouvel An chinois).
En 2010, elle met en scène l'opéra Carmen de Georges Bizet avec Patrick Poivre d'Arvor, dans l'Eure.
En 2018, elle met en scène un spectacle au Manko, à Paris.